# محوطه جوزقان
محوطه جوزقان مربوط به دوران‌های تاریخی پس از اسلام است و در ۳۴ کیلومتری غرب شهرستان تایباد، ده جوزقان واقع شده و این اثر در تاریخ ۲۵ اسفند ۱۳۷۹ با شمارهٔ ثبت ۳۵۲۴ به‌عنوان یکی از آثار ملی ایران به ثبت رسیده‌است.